# مارفن ستيفنز
مارفن ستيفنز (بالإنجليزية: Marvin Stephens)‏ هو ممثل أمريكي، ولد في 1923 في الولايات المتحدة.

## وصلات خارجية
- مارفن ستيفنز على موقع IMDb (الإنجليزية)
- مارفن ستيفنز على موقع أول موفي (الإنجليزية)
- مارفن ستيفنز على موقع قاعدة بيانات الأفلام السويدية (السويدية)
- مارفن ستيفنز على موقع قاعدة بيانات الفيلم (الإنجليزية)
- مارفن ستيفنز على موقع كينوبويسك (الروسية)